# Antoni Eisenbaum
Antoni Eisenbaum (ur. 1791, zm. 17 lipca 1852 w Warszawie) – polski pisarz, dziennikarz, tłumacz i działacz asymilatorski pochodzenia żydowskiego, dyrektor Szkoły Rabinów w Warszawie.

## Życiorys
Uczył się w Liceum Warszawskim. W wieku 25 lat założył w Warszawie czasopismo w języku polskim i jidysz „Dostrzegacz Nadwiślański” („Der Beobakter an der Wejksel”). Przyczynił się do otwarcia w Warszawie Szkoły Rabinów, której był potem wieloletnim dyrektorem.
Pochowany jest na cmentarzu żydowskim przy ulicy Okopowej w Warszawie (kwatera 1, rząd 2). W 1855 roku na jego nagrobku wyryto pierwszy napis w języku polskim na tym cmentarzu.